# Orde de la Dannebrog
L'Orde de la Dannebrog, o Orde de la Creu de Dinamarca (danès: Dannebrogordenen) és un orde danès creat pel rei Cristià V el 1671, i atorgat per honorar i recompensar als membres de l'estat danès pel seu servei meritori, tant civil com militar, per la seva contribució particular a les arts, les ciències, els negocis, o pel treball en benefici dels interessos danesos.

## Història
L'origen d'aquest orde, creada en temps de l'absolutisme, va ser per dividir la noblesa. Als seus orígens només admetia a 50 membres, amb el Mestre de l'Orde (el monarca danès) i els seus fills a part.
Si bé a la seva creació només tenia un grau, el 1808 es modificaren els seus estatuts, seguint les directrius de la Legió d'Honor francesa, dividint-la en diversos graus. El 1951 va obrir-se a les dones. Cada any és atorgada a uns 500-600 danesos i estrangers.
Els dies de l'Orde de la Creu de Dinamarca són el 28 de gener, el 15 d'abril, el 28 de juny i el dia de l'aniversari de la Reina. La Reina encapçala l'orde, i el Príncep Henrik és el Canceller.
La insígnia ha de ser tornada a la mort del posseïdor.

### Classes
L'orde està dividit en 4 classes i 6 graus: 
- Classe Gran Comandant: llueix la insígnia amb diamants penjant del coll (cavallers) o en un llaç (dames), i l'estrella a l'esquerra.

- Orde de 1a Classe:
- Gran Creu: llueix la insígnia al collar i a una banda sobre l'espatlla dreta, a més de l'estrella a l'esquerra.

- Comandant de 1a: llueix la creu de pit a l'esquerra i la insígnia penjant del coll (cavallers)
- Orde de 2a Classe:

- Comandant: llueix la insígnia penjant del coll (cavallers) o en un llaç (dames)
- Cavaller de 1a classe: llueix la insígnia penjant d'un galó (cavallers) o d'un llaç (dames), amb una roseta 
- Orde de 3a Classe:

- Cavaller: llueix la insígnia penjant d'un galó (cavallers) o d'un llaç (dames)
La classe Gran Comandant està reservada a persones d'origen principesc, amb un màxim de 7 membres.
També hi ha una Creu d'Honor, atorgada a aquells que ja l'han rebuda. La insígnia és similar a la de l'orde, però és tota de plata, i és lluïda en un galó (cavallers) o en un llaç (dames) amb una roseta.

## Insígnia
- El Collar: Està fet en or, amb creus alternant-se amb els monogrames coronats dels reis Valdemar II Sejr i Christian V.
- La Insígnia: Una creu danesa en esmalt vermell i blanc. Pels cavallers és de plata, mentre que per a la resta és daurat. Penja del monograma del monarca vigent. A l'anvers, la creu llueix el monograma coronat de Christian V i el lema de l'orde "GUD OG KONGEN" (Déu i el Rei). Al revers, apareixen els monogrames coronats dels reis Valdemar II Sejr, Christian V i Frederik VI i les dates dels seus ascensos al tron (1219, 1671 y 1808). A cadascun dels angles figura una corona reial.
- L'Estrella: És una estrella platejada de 8 puntes amb la Creu de Dinamarca al centre, per la qual cosa la punta inferior de l'estrella queda oculta. La creu és igual que la de la insígnia, però sense les corones i els monogrames als braços.
- La Creu: És similar a la de l'estrella, però en plata en lloc d'esmalt.

El galó és blanc amb les puntes vermelles, els colors nacionals de Dinamarca.